# American Association of State Highway and Transportation Officials

Logo de l'AASHTO.

L'American Association of State Highway and Transportation Officials (AASHTO ; en français : Association américaine des responsables des autoroutes des États et des transports) est un organisme non-gouvernemental américain de normalisation qui publie des spécifications, des protocoles d'essai et des directives qui sont utilisés dans la conception et la construction des routes aux États-Unis. Malgré son nom, l'association ne s’intéresse pas seulement aux autoroutes mais traite également des transports aériens, par rail, par eau ainsi que des transports en commun. 

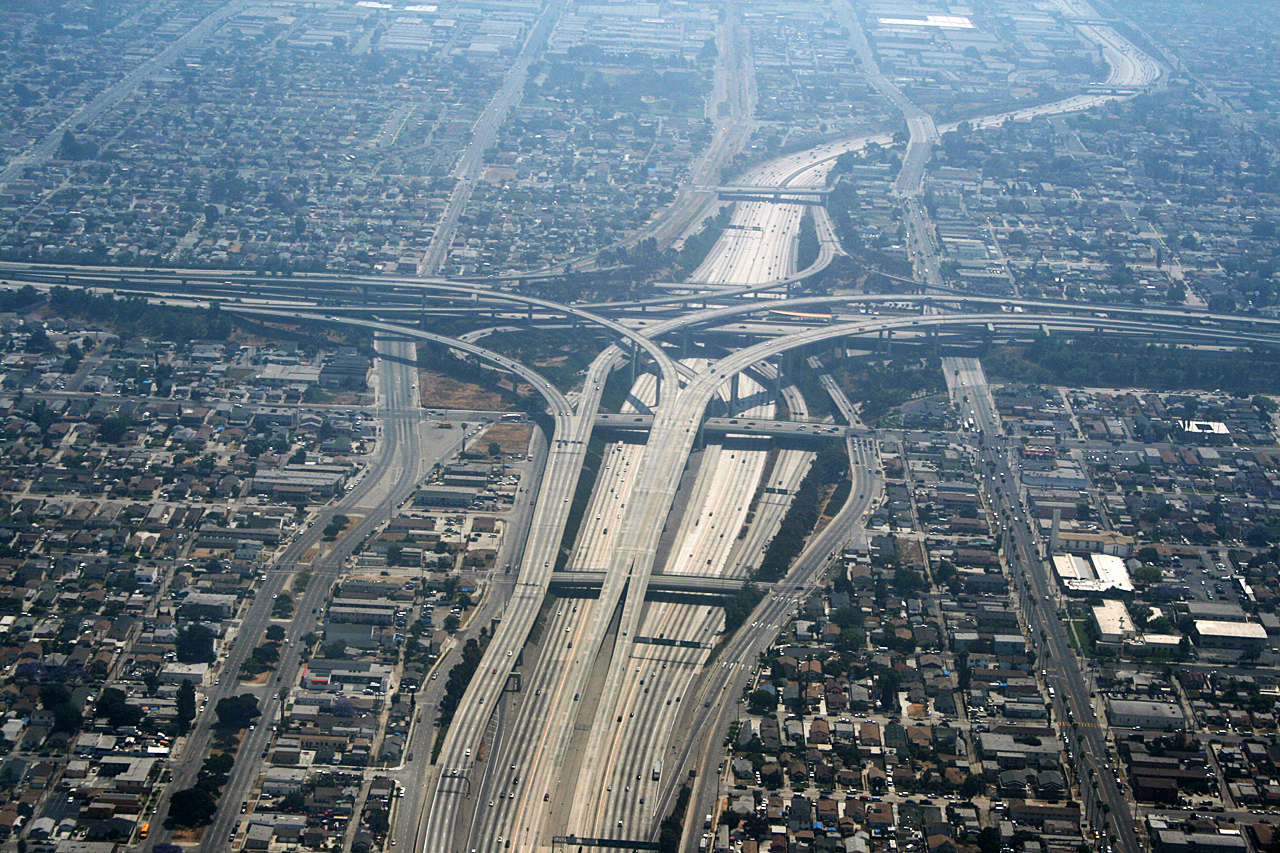
Échangeur entre les autoroutes 110 et 105 à Los Angeles.

## Composition
Le conseil d’administration de l'AASHTO est composé du ministère des Transports de chaque État des États-Unis, de Porto Rico et du District de Columbia, lesquels disposent du droit de vote au sein de l'organisation. Le département américain des Transports, certaines villes américaines, les comtés et les opérateurs de péage routier, la plupart des provinces canadiennes ainsi que les routes du Département de Hong Kong, le ministère des Travaux publics turc et l'Association des routes nigérianes et des organismes des transports ont des droits de vote en tant que membres associés.

## Histoire
L'American Association of State Highway Officials (AASHO) a été fondée le 12 décembre 1914. Son nom a été changé en American Association of State Highway and Transportation Officials (AASHTO) le 13 novembre 1973. Ce changement de nom reflète un élargissement du champ d'action de l’organisme pour couvrir tous les modes de transport, même si la plupart de ses activités sont toujours principalement consacrées aux autoroutes. 
Alors que l’AASHTO n'est pas un organisme gouvernemental, il possède des pouvoirs quasi-gouvernementaux dans le sens que les organismes qui soutiennent ses membres appliquent la plupart des décisions prises par l’AASHTO.

## Publications
Certaines publications de l'AASHTO notables sont : 
- Policy on Geometric Design of Streets and Highways (conception géométrique des routes et des rues), souvent appelé «Le Livre vert » en raison de la couleur de sa couverture. Ce livre porte sur la conception fonctionnelle des routes et autoroutes, y compris de sujets comme l'aménagement des intersections, les tracés en plans et les profils en long.
- Standard Specifications for Transportation Materials and Methods of Sampling and Testing. Ce manuel traite des spécifications des matéraiaux routiers et des méthodes d’échantillonnage et de test.
- AASHTO LRFD Bridge Design Specifications. Ce manuel est le manuel de base pour la conception des ponts que tous les départements des Transports utilisent à travers les États-Unis.

En plus de ses publications, l'AASHTO réalise ou collabore à des projets de recherche. Un de ces projets est l'AASHTO Road Test, qui est une source essentielle de données utilisée lors de l'examen des politiques de transport et la conception des routes. Les recherches actuelles de l’AASHTO sont, pour la plupart, effectués par le National Cooperative Highway Research Program (NCHRP), programme de recherche national collaboratif sur les routes, qui est dirigé par le service des recherches en matière de transport, le Transportation Research Board (TRB), du Conseil national de la recherche, le National Research Council (NRC).

## Le Laboratoire de référencement des matériaux
Le Laboratoire de référencement des matériaux (LAMR) de l’AASHTO accrédite les laboratoires. 
L’accréditation du LAMR est souvent nécessaire pour présenter les résultats des tests aux départements des transports de chaque État. Par exemple, un contrat pour la construction d'un pont autoroutier peut nécessiter la définition d’une résistance à la compression minimale du béton. Le contrat prescrira ainsi le test T22 de l’AASHTO « Résistance à la compression des échantillons cylindriques de béton » comme moyen de déterminer cette résistance à la compression. Les performances attendues dans le test T22 seront exigées pour que le matériau soit admis par le LAMR. 

## Numérotation des routes
AASHTO coordonne la numérotation des autoroutes, des routes et des pistes cyclables aux États-Unis.